# Cothenius-Medaille

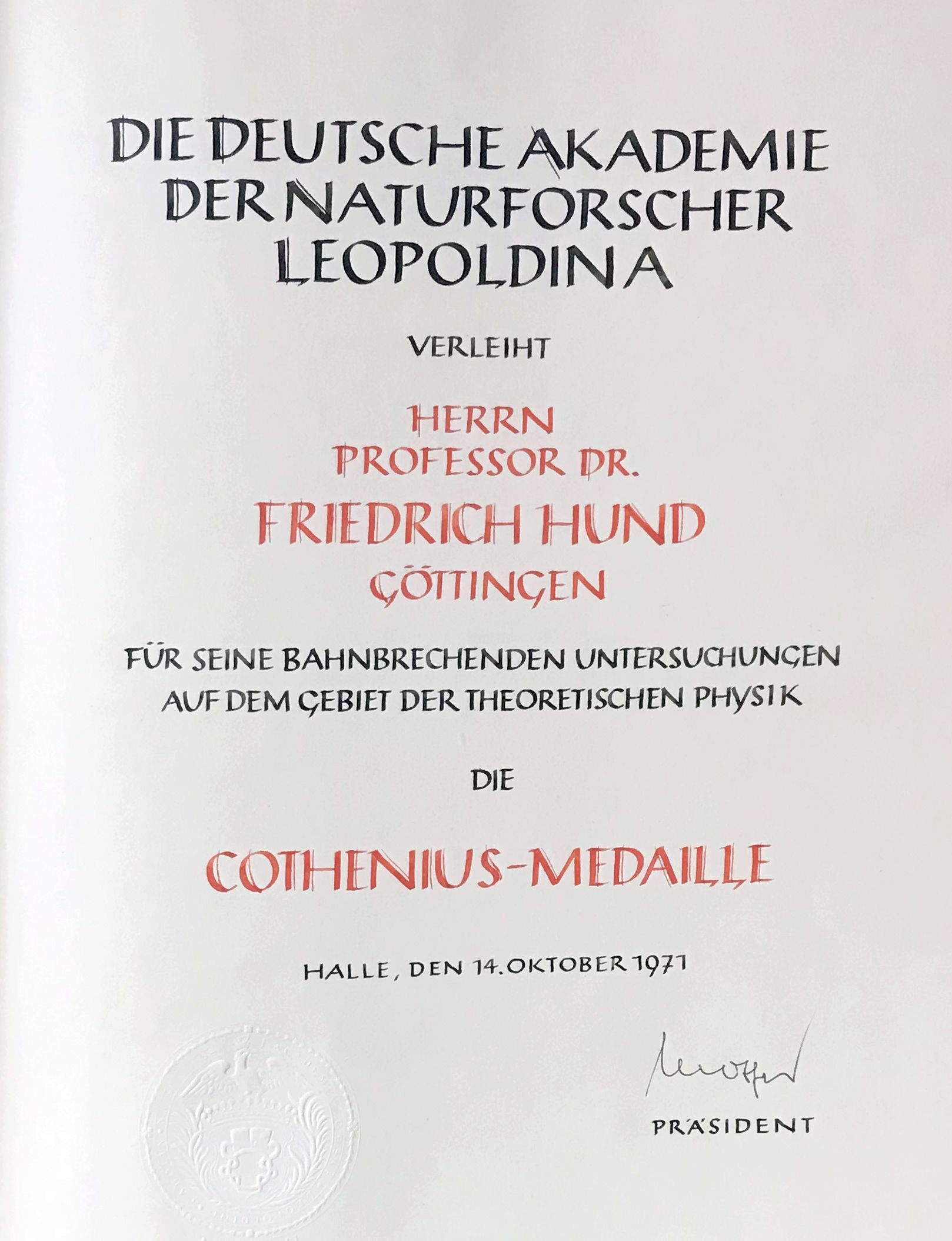
Urkunde der Cothenius-Medaille 1971 mit Laudatio von Ernst Schmutzer

Die Cothenius-Medaille ist ein Wissenschaftspreis, der seit 1792 von der Deutschen Akademie der Naturforscher Leopoldina verliehen wird. Sie ist nach Christian Andreas Cothenius benannt, der sie aus seinem Erbe stiftete (mit den Zinsen aus 1000 Talern in Gold) und damit alle zwei Jahre die beste Arbeit zu einer Preisfrage der Medizin geehrt wissen wollte. Nach dem Willen ihres Stifters wurde sie anfangs für die Beantwortung einer Preisfrage in der Humanmedizin verliehen, seit 1954 jedoch für das Lebenswerk eines Wissenschaftlers, in der Regel eines Mitglieds der Leopoldina. Sie ist mit einer Goldmedaille verbunden, die das Porträt von Cothenius trägt und die Inschrift Praemium virtutis salutem mortalium provehentibus sancitum (deutsch Als Anerkennung der Tüchtigkeit derer, die das Wohl der Sterblichen fördern).

## Preisträger
- 1792: Cornelius Johann Voss, Georg von Wedekind, Gerhard Anton Gramberg
- 1795: Christoph Wilhelm Hufeland
- 1800: Franz Justus Frenzel, Heinrich Cotta
- 1806: August Heinrich Ferdinand Gutfeld, Carl Christoph Friedrich von Jäger
- 1861: Johann Ernst Falke
- 1864: Ernst Haeckel
- 1876: Wilhelm Haarmann, Gustav Robert Kirchhoff, Giovanni Schiaparelli, Fridolin von Sandberger, Ferdinand Tiemann, August Wilhelm Eichler, August Weismann, Alexander Ecker, Carl Friedrich Wilhelm Ludwig
- 1877: Joseph Lister
- 1878: Hugo Gyldén
- 1879: Wilhelm Eduard Weber
- 1880: August Michaelis, Friedrich Wöhler, Heinrich Robert Göppert
- 1881: Joachim Barrande
- 1882: Nathanael Pringsheim
- 1883: Franz Eilhard Schulze
- 1884: Rudolf Heidenhain
- 1885: Ludwig Lindenschmit der Ältere
- 1886: Adolf Kußmaul
- 1887: Karl Weierstraß
- 1888: Julius von Hann
- 1889: Otto Wallach
- 1890: Dionys Stur
- 1891: Melchior Treub
- 1892: Gustaf Magnus Retzius
- 1893: Adolf Fick
- 1894: Karl von den Steinen, Hanns Bruno Geinitz
- 1895: Heinrich Ernst Beyrich
- 1895: Alphonse Laveran
- 1896: Robert von Sterneck
- 1897: Georg Quincke, Albert von Kölliker
- 1898: Emil Fischer
- 1899: Ferdinand Zirkel
- 1900: Joseph Dalton Hooker
- 1901: Carl Gegenbaur, Rudolf Virchow
- 1903: Iwan Petrowitsch Pawlow
- 1904: Alexander Supan
- 1905: Ernst von Leyden
- 1906: Georg von Neumayer, David Hilbert
- 1907: Wilhelm von Bezold
- 1908: Daniel Vorländer
- 1909: Viktor Uhlig
- 1910: Wilhelm Pfeffer
- 1911: Carl Chun
- 1912: Robert Tigerstedt
- 1913: Leonhard Schultze-Jena
- 1914: Emil Abderhalden
- 1916: Wilhelm von Waldeyer-Hartz
- 1922: Albert Wangerin
- 1925: Albrecht Penck, Hugo Eckener, Sven von Hedin
- 1934: Johannes Weigelt
- 1935: Hans Spemann, Otfried Foerster
- 1937: Armin Tschermak-Seysenegg, Dante de Blasi, Eugen Fischer, George Barger, Franz Volhard, Max Le Blanc, Paul Uhlenhuth, Richard Kuhn, Robert von Ostertag
- 1938: Erich Tschermak-Seysenegg
- 1939: Alfred Vogt
- 1941: Georg Sticker
- 1943: Hermann Rein
- 1944: Otto Hahn
- 1953: Karl Wilhelm Jötten
- 1959: Pjotr Leonidowitsch Kapiza
- 1960: Kurt Mothes, John C. Eccles
- 1961: Max Bürger
- 1964: Wolfgang von Buddenbrock-Hettersdorff
- 1965: Hans-Hermann Bennhold, Ernst Derra
- 1966: Archibald Vivian Hill
- 1967: Karl Lohmann, Wladimir Alexandrowitsch Engelhardt
- 1969: Helmut Hasse, Bartel Leendert van der Waerden, Pawel Sergejewitsch Alexandrow
- 1971: Friedrich Hund, Otto Kratky
- 1972: Erwin Reichenbach
- 1973: Albrecht Unsöld
- 1974: Wiktor Hambardsumjan
- 1975: Ernst Ruska, Ilja Prigogine
- 1977: Wolfgang Gentner, Arnold Graffi
- 1980: Peter Friedrich Matzen, Wilhelm Jost
- 1983: Erna Lesky, Wolf von Engelhardt
- 1985: Hermann Flohn, Konrad Zuse
- 1987: Rostislaw Kaischew, Adolf Watznauer
- 1989: Heinz Bethge, Juergen Tonndorf, Bernard Katz
- 1991: Albert Eschenmoser, Heinz Röhrer
- 1993: Bernhard Hassenstein, Wolfgang Gerok
- 1995: Dietrich Schneider, Gottfried Möllenstedt, Wilhelm Doerr
- 1997: Otto Braun-Falco, Friedrich Hirzebruch
- 1999: Rudolf Rott, Dorothea Kuhn
- 2000: Hans Mohr
- 2001: Leopold Horner, Heinz Jagodzinski
- 2003: Ernst J. M. Helmreich, Benno Parthier, Andreas Oksche
- 2005: Hans Günter Schlegel, Alfred Gierer
- 2007: Klaus Wolff, Sigrid Peyerimhoff
- 2009: Karl Decker, Eduard Seidler
- 2011: Bert Hölldobler, Anna M. Wobus, Ulrich Wobus
- 2013: Gunter S. Fischer, Wolf Singer
- 2015: Herbert Gleiter, Otto Ludwig Lange
- 2017: Fritz Melchers, Joachim Trümper
- 2019: Klaus Müllen, Walter Neupert
- 2021: Rudolf K. Thauer, Werner Kühlbrandt
- 2023: Jürgen Troe
- 2024: Roger Goody[3]